# Ichthuskerk (Sneek)
De Ichthuskerk is een modernistisch kerkgebouw in de wijk Sperkhem van de Nederlandse stad Sneek.
Het kerkgebouw is gebouwd in 1959 naar ontwerp van architect J.J.M. Vegter en is een zogenaamde zaalkerk. De PKN Hervormde Kerk maakte gebruik van het gebouw. Het gebouw is in 2006 aangesteld als gemeentelijk monument. In de kerk bevond zich een orgel, maar deze is in 2007 overgeplaatst naar de Noorderkerk. In dat jaar is de kerk ook gesloten, waarna het een aantal jaar leegstond. Sinds 2013 is het gebouw in gebruik als Thomashuis.

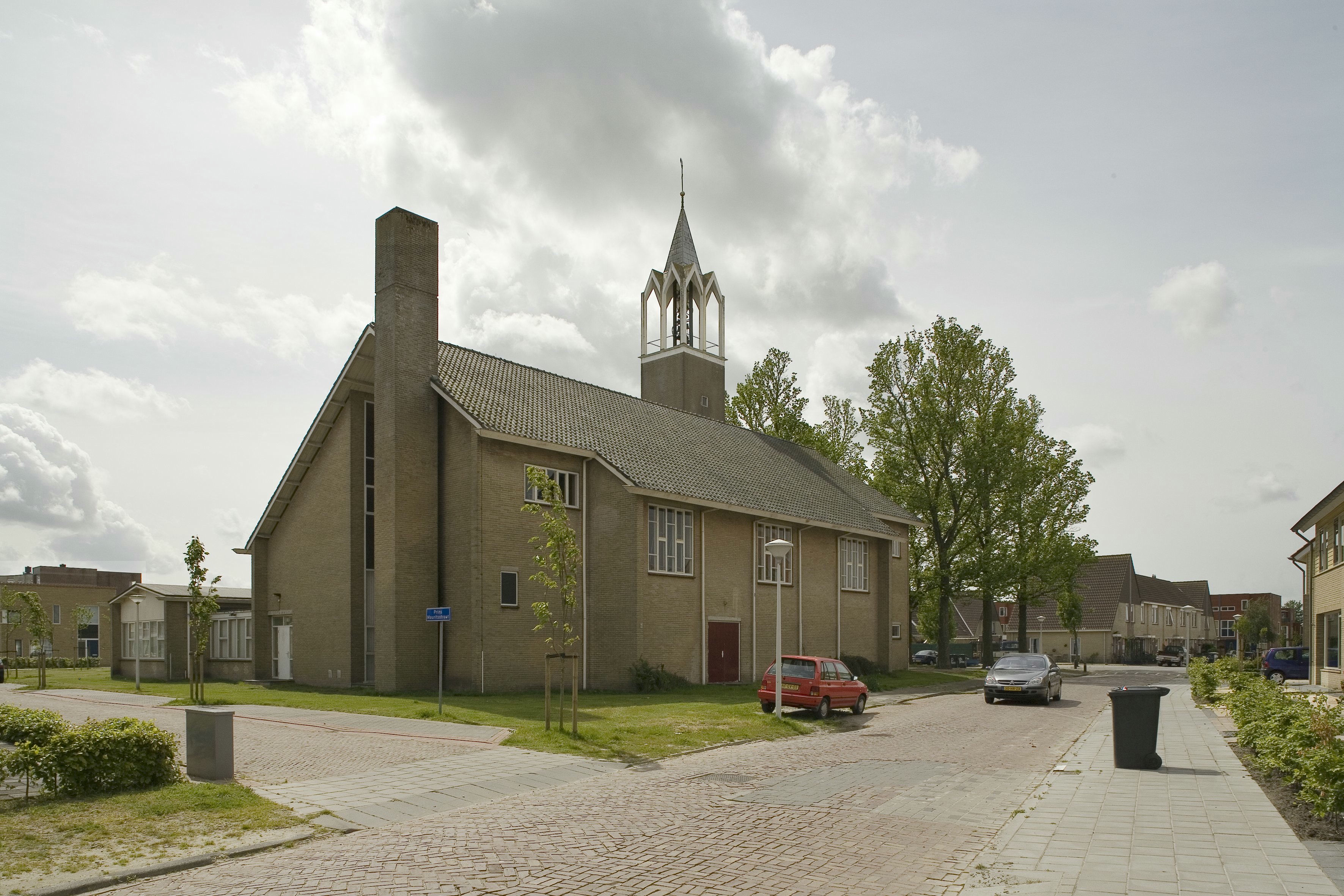
De kerk vanuit het noordwesten in 2007